# Leo Beyers
Leo Beyers (Deurne, 15 augustus 1933 – Leuven, 18 oktober 2012) was een Belgische acteur, regisseur en filosoof.
Vlak na de Tweede Wereldoorlog werkte Leo Beyers op jonge leeftijd als slagersjongen op leercontract. Vanaf zijn 24ste maakte hij de overstap naar het theater. Na het conservatorium in Antwerpen en Studio Herman Teirlinck volgde een carrière als toneel-, televisie- en filmacteur, (opera)regisseur en docent. Begin jaren zeventig gaf hij gedurende een korte periode leiding aan de Nieuwe Komedie in Den Haag. In 1981 moest hij vanwege zijn gezondheid een punt zetten achter zijn theatercarrière. Dit was tevens het moment waarop hij zijn dramaturgische blik op de filosofie integreerde in zijn werk. Beyers was de inspirator van Campus Gelbergen (vanaf 2010), voorheen Academie Leo Beyers voor Kunsten en Leefwetenschappen (1995-2010). Zijn communicatieanalyseonderzoek vormde de inhoudelijke basis voor de Campus. Hij trad regelmatig op als coreferent bij lezingen en debatten. Daarnaast heeft hij verschillende publicaties op zijn naam. 

### Boeken
- Audio-visuele bloemlezing in 6 delen, Jozef van IN & co, Lier, 1963.
- De wind komt niet uit de bomen (roman), Hadewijch Schoten, 1984.
- Geweldloos gesprek, Ontwerp tot verstaan van on-enigheid, Cahiers Tegenspreken I, Stichting Cincoop Den Haag, 1990.
- Ontbinding van affectie, Cahiers Tegenspreken II, Stichting Cincoop Den Haag, 1991.
- Conflict en inter-esse, VUBPress Brussel, 1994.

### Artikelen
- 'Plagiaat op het lijden', in Grens '94, VUBPress 1995, p. 83-105.
- 'Naar een meetkunde van het gebeuren', in Grens '94, VUBPress 1995, p. 225-247.
- 'Toon', in Debat 21-I, De woorden en de mensen, ACCO 1997, p. 13-26.
- 'De woorden en de mensen', in Debat 21-I, De woorden en de mensen, ACCO 1997, p. 83-91.
- 'Naar een democratische wijzing' in Debat 21-I, De woorden en de mensen, ACCO 1997,p. 128-135.
- 'Overgang', in Debat 21-I, De woorden en de mensen, ACCO 1997,p. 177-183.
- 'Informatie kan nooit een (groot) verhaal zijn', in Debat 21-I, De woorden en de mensen, ACCO 1997,p. 232-240.
- 'Het andere conflict', in Verschil en geschil, Kritiek vzw Gent, 1997, p. 112-156.
- 'Norm en ervaring: een tegenspraak', in Norm & ervaring, Hogeschool Gent 2000, p. 42-75.
- 'Courageous Stakeholders', in Respect and Economic Democracy (Luk Bouckaert & Pasquale Arena (Eds.), Garant Antwerpen 2010, p. 37-55.

## Filmografie
- International Standard Name Identifier: 0000 0003 9008 5396
- Library of Congress Control Number: n2016013324
- Nederlandse Thesaurus van Auteursnamen: 070336237
- Virtual International Authority File: 201514558
- WorldCat: E39PBJrRjydhdk7mdYhKWKgBT3